# Maggie Cassidyová
Maggie Cassidyová (v originále Maggie Cassidy) je román amerického spisovatele Jacka Kerouaca z roku 1959. Autobiografický příběh románu je zasazen do prostředí města Lowellu do období mezi lety 1938 až 1939. Kerouac se tehdy stýkal s mladou Mary Carney, o které se i v pozdějších letech zmiňoval jako o největší lásce svého života.
Kerouac knihu napsal již v roce 1953, ale román byl publikován až v roce 1959 po úspěchu jeho románu Na cestě. Je o kypícím životě, neukojeném vzrušení a velkém smutku způsobeném vztahem Duluoze a Maggie. Román měl původně nést název Jarní Marie .

## Námět
V této knize odhaluje autor své citové potřeby: na jedné straně zakotvené pohodlí, jež by mu mohla poskytnout Maggie a na straně druhé straně touhu po velkoměstě navzdory jeho anonymitě a oslabující moci. Dílo ukazuje přeměnu romantického snílka v dobyvatele světů, ovšem touto přeměnou prošel Kerouac lépe v knižní podobě než v životě.

## Postavy
Následující tabulka znázorňuje postavy zachycené v románu Maggie Cassidyová a jejich skutečné předlohy osobností, které Kerouac nacházel mezi svými přáteli.
| Skutečná osoba          | Jméno v knize         |
| ----------------------- | --------------------- |
| Jack Kerouac            | Jack Duluoz           |
| Leo Kerouac             | Emil "Pop" Duluoz     |
| Caroline Kerouac        | Nin                   |
| George "G.J." Apostolos | G.J. Rigopoulos       |
| Fred Bertrand           | Vinny Bergerac        |
| Mary Carney             | Maggie Cassidy        |
| Carolyn Cassady         | Eleanor               |
| Margaret "Peggy" Coffey | Pauline "Moe" Cole    |
| Johnny Koumentzalis     | Johnny Kazarakis      |
| Lou Little              | Lu Libble             |
| Robert Morrissette      | Jimmy Bisonette       |
| Omar Noel               | Zaza Vauriselle       |
| Jim O'Dea               | Timmy Clancy          |
| Roland Salvas           | Albert "Lousy" Lauzon |
| Charles Sampas          | James G. Santos       |